# 七姬物語
《七姬物語》是日本作家高野和的輕小說作品，是高野和的第一部作品。其首冊獲得第9回電擊小說大獎金賞。獲獎之後繼續推出系列作品。

## 情節概述
故事的舞台在一個名為東和的國家，七個都市各自擁立七個先王遺子為宮姬，各個勢力割據一方為王。故事的主人翁為七宮姬空澄，並以她的視角去看待整個東和的轉變。

## 主角
空澄姬(空姬)
故事的主人翁。七宮賀川之宮姬，是七個宮姬中年紀最小。其身世實為孤兒，在宮姬的任務略微告一段落時，會假扮成空姬的隨身侍女小空(阿空)，和日影一起在都市中散步。

## 登場人物

### 一宮神川
東和的首都，東和的都市中人口為最多。
黑曜姬(黑姬、星姬)
在七名宮姬中，唯有她確定有王族的血統。她有著一頭長長的黑髮，喜歡長長的黑色衣服和充滿異國風情的黑帽子。擁有許多和她長相相似的影姬作為在宮中的替身。經常化名為黑夜或是其他名字，前往其他城市進行任務。臉上總是掛著笑容，喜歡取笑別人。工於算計，擁有超前思考的智慧。訒識其他宮姬，尤其十分中意空澄，曾多次邀請對方加入自己。據空澄判斷，應該比自己大上一歲。
游擊長

### 二宮錫馬
位於首都的東方，距離首都相當近。自稱為真都同盟。
翡翠姬(時姬)
身著翡翠色法衣的宮姬。真都同盟的領導人。
威夷

### 三宮夏目
位於山區，主要產業為礦產。
常磐姬(永姬)
17歲。身穿常盤色羽織的公主。出身於武士世家，有著男子氣概的性格和說話方式。據說她是“七名宮姬中最兇猛的”，但實際上她的性格誠實而頑固。他的劍術也相當熟練。
傭兵將軍　霧羽·良沙

### 四宮鼓城
商業發達的都市。
琥珀姬(華姬)
據說是七名宮姬中最美麗的一位。於鼓城被攻破時下野，目前居住於南方。

### 五宮倉瀨／六宮牧瀨
位於湖畔的都市，並因此繁榮，為相互協助的同盟雙子都市。不管政治、經濟、文化各方面皆有密切的交流。
淺黃姬(水姬)
倉瀨五宮的宮姬。她是萌聰姬姬的姐姐，長得和她一模一樣。雖然性格溫柔，但作為公主，面對東和時下的潮流，她也會露出嚴厲的表情。他們希望七個城市之間合作與共存，而不是通過一個強大的城市實現統一。
萌蔥姬(香姬)
六宮牧瀨的宮姬。她是淺黃姬的妹妹，長得和她一模一樣。和她的姐姐一樣，她以溫柔的性格而聞名。她們認為，東和七個城市共存而不互相干擾是可取的。
春瀨·彩

### 七宮賀川
新興都市，以林業和造紙聞名，玻璃工業也是其特產。
左大臣　杜艾爾·陶
空澄姬的輔佐大臣，擁有冷靜的個性和廣大的人脈，是空澄口中的大騙子。名聲很差，被蔑稱為陶·杜艾。
東征將軍　展·鳳
個性不正經，喜歡吹噓和開玩笑，但出乎意料的老謀深算，號稱為東和最強。也是空澄口中的大騙子。名聲同樣很差，被蔑稱為鳳·展。
日影
空澄的隨身護衛，和空澄年紀相近，是個灰髮灰眼的少年。平時隱密行動，只有在空澄上街散步時才會在空澄身邊出現。擁有卓越的能力，曾被派去執行暗殺之類的任務，戰鬥力極高。說話次數少且字數短，表情變化小，愛吃甜食。
梳妝師
為空澄姬梳裝更衣的女性。本名為「日向」。和杜艾爾·陶及展·鳳從以前就認識了。

### 其它角色
幻想畫師　繪津·楊都

## 日本已出版冊數
- 七姫物語(2003/02/10)
- 七姫物語 第2章 世界のかたち(2004/01/10)
- 七姫物語 第3章 姫影交差(2005/05/10)
- 七姫物語 第4章 夏草話(2006/09/10)
- 七姫物語 第5章 東和の模様(2008/04/10)
- 七姫物語 第六章 ひとつの理想 (2011/6/10)

## 台灣已出版冊數
- 七姬物語 第一章(2007/01/17)
- 七姬物語 第二章 世界的模樣(2007/05/03)
- 七姬物語 第三章 姬影交會(2007/10/13)
- 七姬物語 第四章 夏日插曲(2008/04/02)
- 七姬物語 第五章 東和的形狀(2009/05/26)
- 七姬物語 第六章 一個理想 (2012年1月)

| 電擊小說大獎金賞              |                               |                               |                   |                   |                   |                  |                  |                  |
| 第7回                         | 第7回                         | 第7回                         | 七姫物語 Baccano! | 七姫物語 Baccano! | 七姫物語 Baccano! | 第10回           | 第10回           | 第10回           |
| 天国に涙はいらない 平安京八卦 | 天国に涙はいらない 平安京八卦 | 天国に涙はいらない 平安京八卦 | 七姫物語 Baccano! | 七姫物語 Baccano! | 七姫物語 Baccano! | 我家有個狐仙大人 | 我家有個狐仙大人 | 我家有個狐仙大人 |